# Moniliformidae
Famille
La famille des Moniliformidae comprend trois genres composés des espèces suivantes :
- Australiformis Schmidt et Edmonds, 1989[2]
  - Australiformis semoni (von Linstow, 1898)
- Moniliformis Travassos, 1915[3]
  - Moniliformis acomysi Ward et Nelson, 1967
  - Moniliformis aegyptiacus Meyer, 1932
  - Moniliformis cestodiformis (von Linstow, 1904)
  - Moniliformis clarki (Ward, 1917)
  - Moniliformis convolutus Meyer, 1932
  - Moniliformis echinosorexi Deveaux, Schmidt, Krishnasamy, 1988
  - Moniliformis gracilis (Rudolphi, 1819)
  - Moniliformis kalahariensis Meyer, 1931
  - Moniliformis merionis Golvan in Golvan and Théodoridès, 1960
  - Moniliformis monechinus (von Linstow, 1902)
  - Moniliformis moniliformis (Bremser, 1811)
  - Moniliformis monoechinus (von Linstow, 1902)
  - Moniliformis siciliensis Meyer, 1932
  - Moniliformis spiralis Subrahmanian, 1927
  - Moniliformis tarsii Deveaux, Schmidt, Krishnasamy, 1988
  - Moniliformis travassosi Meyer, 1932

Dont 2 espèces avec une position incertaine : 
- Moniliformis myoxi (Galli-Valerio, 1929)
- Moniliformis soricis (Rudolphi, 1819)
- Promoniliformis Dollfus & Golvan, 1963[4]
  - Promoniliformis ovocristatus (von Linstow, 1897)